# Belgio ai Giochi della VII Olimpiade
Il Belgio, paese organizzatore, ha partecipato ai Giochi della VII Olimpiade di Anversa con una delegazione di 326 atleti (336 uomini, 10 donne), suddivisi su 23 discipline.

## Medagliere

### Per discipline
| Sport             | Oro | Argento | Bronzo | Totale |
| ----------------- | --- | ------- | ------ | ------ |
| Calcio            | 1   | 0       | 0      | 1      |
| Ciclismo          | 1   | 0       | 1      | 2      |
| Equitazione       | 2   | 1       | 2      | 5      |
| Ginnastica        | 0   | 1       | 1      | 2      |
| Hockey su prato   | 0   | 0       | 1      | 1      |
| Nuoto             | 0   | 0       | 1      | 1      |
| Pallanuoto        | 0   | 1       | 0      | 1      |
| Scherma           | 0   | 1       | 0      | 1      |
| Sollevamento pesi | 1   | 1       | 1      | 3      |
| Tiro              | 0   | 1       | 0      | 1      |
| Tiro alla fune    | 0   | 0       | 1      | 1      |
| Tiro con l'arco   | 8   | 4       | 2      | 14     |
| Vela              | 1   | 1       | 1      | 3      |
| Totale            | 14  | 11      | 11     | 36     |

### Medaglie
| Medaglia | Atleta | Sport             | Evento                               |
| -------- | --- | ----------------- | ------------------------------------ |
| Oro      | Belgio | Calcio            | -                                    |
| Oro      | Henry George | Ciclismo          | 50 chilometri su pista               |
| Oro      | Daniel Bouckaert | Equitazione       | Volteggio a cavallo individuale      |
| Oro      | Daniel Bouckaert Louis Finet Maurice Van Ranst | Equitazione       | Volteggio a cavallo a squadre        |
| Oro      | Frans De Haes | Sollevamento pesi | Pesi piuma                           |
| Oro      | Hubert Van Innis | Tiro con l'arco   | Target Archery 28 metri individuale  |
| Oro      | Hubert Van Innis | Tiro con l'arco   | Target Archery 33 metri individuale  |
| Oro      | Hubert Van Innis Alphonse Allaert Edmond De Knibber Louis Delcon Jérôme De Mayer Louis Van Beeck Pierre Van Thielt Louis Fierens | Tiro con l'arco   | Target Archery 33 metri a squadre    |
| Oro      | Hubert Van Innis Pierre Van Thielt Edmond De Knibber Louis Van Beeck Louis Fierens Alphonse Allaert Louis Delcon Jérôme De Mayer | Tiro con l'arco   | Target Archery 50 metri a squadre    |
| Oro      | Edmond Van Moer | Tiro con l'arco   | Pole Archery Small Birds Individuale |
| Oro      | Edmond Cloetens | Tiro con l'arco   | Pole Archery Large Birds Individuale |
| Oro      | Edmond Van Moer Louis Van De Perck Joseph Hermans Firmin Flamand Edmond Cloetens Auguste Van De Verre | Tiro con l'arco   | Pole Archery Small Birds a squadre   |
| Oro      | Edmond Cloetens Louis Van De Perck Firmin Flamand Edmond Van Moer Joseph Hermans Auguste Van De Verre | Tiro con l'arco   | Pole Archery Small Birds a squadre   |
| Oro      | Émile Cornellie Florimond Cornellie Frédéric-Albert Bruynseels | Vela              | Classe 6 metri (1907)                |
| Argento  | André Coumans Herman de Gaiffier d'Hestroy Herman d'Oultromont | Equitazione       | Salto ostacoli a squadre             |
| Argento  | Eugène Auwerkeren Théophile Bauer François Claessens Augustus Cootmans François Gibens Albert Haepers Domien Jacob Félicien Kempeneers Jules Labéeu Hubert Lafortune Auguste Landrieu Charles Lannie Constant Loriot Nicolaas Moerloos Ferdinand Minnaert Louis Stoop Jean Van Guysse Alphonse Van Mele François Verboven Jean Verboven Julien Verdonck Joseph Verstraeten Georges Vivex Julianus Wagemans | Ginnastica        | Concorso a squadre maschile          |
| Argento  | Belgio | Pallanuoto        | Torneo maschile                      |
| Argento  | Ernest Gevers Paul Anspach Félix Goblet Victor Boin Joseph De Craecker Léon Tom Philippe de Beaulieu | Scherma           | Spada a squadre maschile             |
| Argento  | Louis Williquet | Sollevamento pesi | Pesi leggeri                         |
| Argento  | Albert Bosquet Joseph Cogels Émile Dupont Henri Quersin Louis Van Tilt Edouard Feisinger | Tiro              | Piccione d'argilla a squadre         |
| Argento  | Hubert Van Innis | Tiro con l'arco   | Target Archery 50 metri individuale  |
| Argento  | Hubert Van Innis Alphonse Allaert Edmond De Knibber Louis Delcon Jérôme De Mayer Louis Van Beeck Pierre Van Thielt Louis Fierens | Tiro con l'arco   | Target Archery 28 metri a squadre    |
| Argento  | Louis Van De Perck | Tiro con l'arco   | Pole Archery Small Birds Individuale |
| Argento  | Louis Van De Perck | Tiro con l'arco   | Pole Archery Large Birds Individuale |
| Argento  | Léon Huybrechts John Klotz Charles Van Den Bussche | Vela              | Classe 6 metri (1919)                |
| Bronzo   | Jean Janssens Albert De Bunne André Vercruysse Albert Wyckmans | Ciclismo          | Corsa a squadre                      |
| Bronzo   | Roger Moeremans d'Emaüs Oswald Lints Jules Bonvalet Jacques Misonne | Equitazione       | Concorso completo a squadre          |
| Bronzo   | Louis Finet | Equitazione       | Volteggio a cavallo individuale      |
| Bronzo   | Paul Arets Léon Bronckaert Léopold Clabots Jean-Baptiste Claessens Léon Darrien Lucien Dehoux Ernest Deleu Émile Duboisson Ernest Dureuil Joseph Fiems Marcel Hansen Louis Henin Omer Hoffman Félix Logiest Charles Maerschalck René Paenhuijsen Arnold Pierret René Pinchart Gaspard Pirotte Augustien Pluys Léopold Son Édouard Taeymans Pierre Thiriar Henri Verhavert                                  | Ginnastica        | Concorso svedese a squadre           |
| Bronzo   | Belgio | Hockey su prato   | -                                    |
| Bronzo   | Gérard Blitz | Nuoto             | 100 metri dorso maschili             |
| Bronzo   | Florimond Rooms | Sollevamento pesi | Pesi leggeri                         |
| Bronzo   | Édouard Bourguignon Alphonse Ducatillon Rémy Maertens Christian Piek Henri Pintens Charles Van den Broeck François Van Hoorenbeek Gustave Wuyts | Tiro alla fune    | -                                    |
| Bronzo   | Joseph Hermans | Tiro con l'arco   | Pole Archery Small Birds Individuale |
| Bronzo   | Edmond Van Moer | Tiro con l'arco   | Pole Archery Large Birds Individuale |
| Bronzo   | Albert Grisar Willy de l'Arbe Georges Hellebuyck Léopold Standaert Henri Weewauters | Vela              | Classe 8 metri (1919)                |

## Risultati

### Calcio
| Atleta | Classifica |                   |
| --- | --- | ----------------- |
| V · D · M Nazionale belga · Calcio ai Giochi Olimpici Estivi 1920 P De Bie · P Vandermeiren · D De Groof · D Swartenbroeks · D Verbeeck · C Bastin · C Cnudde · C Fierens · C Hanse · C Musch · C Pelsmaeker · A Balyu · A Bragard · A Coppée · A Dogaer · A Hebdin · A Larnoe · A Michel · A Nisot · A Thys · A Van Hege · A Wertz · CT : Maxwell | Oro |                   |
| Nazionale belga · Calcio ai Giochi Olimpici Estivi 1920 | |                   |
| P De Bie · P Vandermeiren · D De Groof · D Swartenbroeks · D Verbeeck · C Bastin · C Cnudde · C Fierens · C Hanse · C Musch · C Pelsmaeker · A Balyu · A Bragard · A Coppée · A Dogaer · A Hebdin · A Larnoe · A Michel · A Nisot · A Thys · A Van Hege · A Wertz · CT: Maxwell                                                                    | P De Bie · P Vandermeiren · D De Groof · D Swartenbroeks · D Verbeeck · C Bastin · C Cnudde · C Fierens · C Hanse · C Musch · C Pelsmaeker · A Balyu · A Bragard · A Coppée · A Dogaer · A Hebdin · A Larnoe · A Michel · A Nisot · A Thys · A Van Hege · A Wertz · CT: Maxwell | Belgio (bandiera) |

### Pallanuoto
| Atleta | Classifica                                                                        |                   |
| --- | --------------------------------------------------------------------------------- | ----------------- |
| V · D · M Nazionale maschile belga di pallanuoto · Giochi olimpici - Anversa 1920 Durant · G. Blitz · M. Blitz · Pletincx · Gailly · Nijs · Bauwens · Dewin · CT : - | Argento                                                                           |                   |
| Nazionale maschile belga di pallanuoto · Giochi olimpici - Anversa 1920                                                                                              |                                                                                   |                   |
| Durant · G. Blitz · M. Blitz · Pletincx · Gailly · Nijs · Bauwens · Dewin · CT: -                                                                                    | Durant · G. Blitz · M. Blitz · Pletincx · Gailly · Nijs · Bauwens · Dewin · CT: - | Belgio (bandiera) |